# Brændekilde Sogn
Brændekilde Sogn er et sogn i Hjallese Provsti (Fyens Stift).
I 1800-tallet var Bellinge Sogn anneks til Brændekilde Sogn. Begge sogne hørte til Odense Herred i Odense Amt. Brændekilde-Bellinge sognekommune blev ved kommunalreformen i 1970 indlemmet i Odense Kommune.
I Brændekilde Sogn ligger Brændekilde Kirke.
I sognet findes følgende autoriserede stednavne:
- Brændekilde (bebyggelse, ejerlav)
- Holmstrup (bebyggelse, ejerlav)
- Mosegyden (bebyggelse)
- Stærmose (bebyggelse)